# Flemingia ferruginea
Flemingia ferruginea är en ärtväxtart som beskrevs av George Bentham. Flemingia ferruginea ingår i släktet Flemingia och familjen ärtväxter. Inga underarter finns listade i Catalogue of Life.